# Catedral de Santa María Asunta (Molfetta)
La Catedral de Santa María Assunta es el principal lugar de culto católico de Molfetta, en la ciudad metropolitana de Bari. Es catedral de la diócesis de Molfetta desde 1785 (desde 1986 diócesis de Molfetta-Ruvo-Giovinazzo-Terlizzi).

## Historia
La actual catedral de Molfetta fue construida por los jesuitas durante el siglo XVII y dedicada a su fundador, Ignacio de Loyola. Iniciado en 1610, no se completó hasta 1744 con la construcción de la fachada. Con la supresión de la Compañía de Jesús en 1767, la iglesia quedó abandonada para algunos, hasta que en 1785, debidamente restaurada y ampliada, se erigió como nueva catedral diocesana, en lugar de la antigua iglesia, hoy iglesia de San Corrado, o "Duomo viejo". En esta ocasión, las reliquias del patrón de la ciudad, San Conrado de Baviera, fueron trasladadas a la nueva catedral.

## Descripción

### Arte y arquitectura

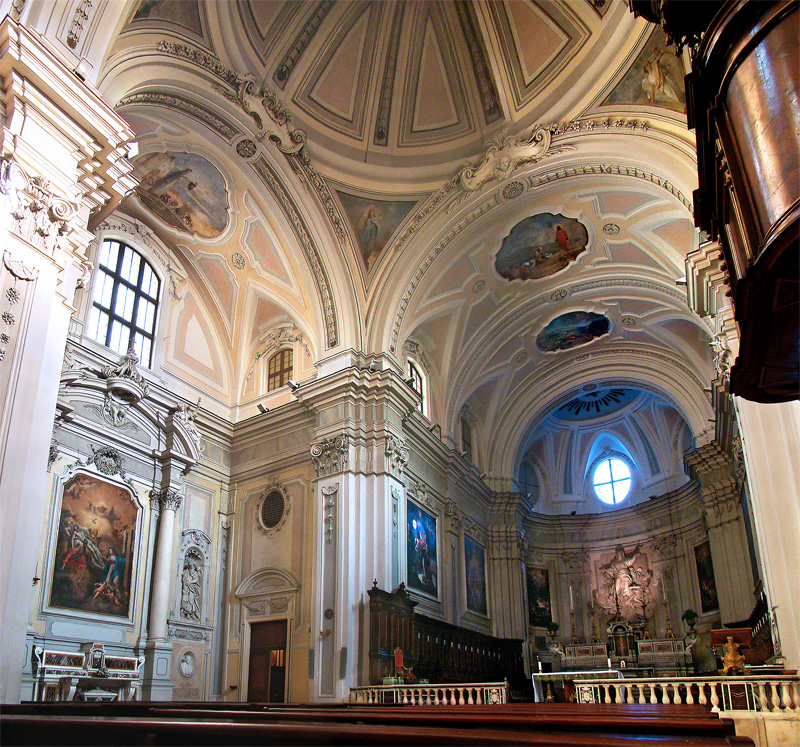

Destaca la fachada de la iglesia, con paramento de muro de piedra, atravesada verticalmente por pilastras compuestas lisas, también de piedra. En el centro se abre el portal, con una ventana rectangular arriba. La parte superior de la fachada se caracteriza por un perfil de arco de medio punto y alberga en el centro, dentro de una falsa ventana, una estatua de mármol que representa a San Ignacio de Loyola .El interior de la iglesia tiene forma de cruz latina, con bóveda de cañón con lunetos pintados al fresco en 1887 por el pintor de Molfetta Michele Romano, en la cruz, hay una bóveda de crucería con estucos que forman una falsa cúpula. El presbiterio está rodeado por una balaustrada de mármol y alberga la sillería del coro de madera y el altar mayor. Detrás de este último, en el ábside semicircular, se encuentra un alto relieve que representa la Asunción de María. Entre las otras obras conservadas en la catedral se encuentran la Dormitio Mariae atribuida a Scacco (siglo XVI), el monumento sepulcral del naturalista e historiador de Molfetta Giuseppe Maria Giovene, colocado a la izquierda del altar dedicado a San Corrado y, sobre este, el Lienzo de Corrado Giaquinto que representa la Asunción de María.

### Órgano
En el coro alto de la contrafachada se encuentra el órgano de tubos, construido en 1961 por los hermanos Ruffatti reutilizando la caja y parte del material sonoro del instrumento anterior, obra de Francesco Criscuolo que lo construyó en 1866.
El órgano tiene transmisión eléctrica y su consola tiene dos teclados de 61 notas cada uno y una pedalera cóncavo-radial de 32 notas. La exposición se compone de tubos principales dispuestos en varios campos en forma de cúspides, con bocas de mitra doradas alineadas. El coro de madera tiene un parapeto ricamente decorado con relieves esculpidos.